# NGC 1647
NGC 1647 ist ein offener Sternhaufen im Sternbild Stier mit einem Durchmesser von 40,0' und einer Helligkeit von 6,4 mag. Er befindet sich 4° nordöstlich des hellen Sterns Aldebaran unweit des offenen Sternhaufens der Plejaden. Der Sternhaufen ist etwa 1750 Lichtjahre von der Erde entfernt und hat einen tatsächlichen Durchmesser von 23 Lichtjahren. Er wird auf ein Alter von 150 Millionen Jahren geschätzt. Er erscheint gegenüber den Plejaden auch deshalb lichtschwächer, weil seine Helligkeit zusätzlich zu der bedeutend größeren Entfernung von der Erde durch interstellare Extinktion um eine Magnitude geschwächt wird.
In NGC 1647 befindet sich ein bedeckender Doppelstern aus zwei Roten Zwergsternen vom Spektraltyp M, deren gegenseitige Bedeckung eine genaue Bestimmung ihrer Radien und Massen erlauben. Zusätzlich mit der bekannten Entfernung des Sternhaufens lässt sich daraus die noch nicht vollständig verstandene Entwicklung von Sternen mit weniger als einer halben Sonnenmasse erforschen.
Entdeckt wurde das Objekt am 15. Februar 1784 von William Herschel.